# Artediellus ochotensis
Artediellus ochotensis es una especie de pez del género Artediellus, familia Cottidae. Fue descrita científicamente por Gilbert & Burke en 1912.
Se distribuye por el Ártico al Pacífico Noroccidental: Hokkaidō al norte del mar de Japón y el oeste del mar de Bering. La longitud total (TL) es de 9 centímetros. Puede alcanzar los 100 metros de profundidad.
Está clasificada como una especie marina inofensiva para el ser humano.